# Kuurne-Bruxelles-Kuurne 1958
La Kuurne-Bruxelles-Kuurne 1958, quattordicesima edizione della corsa, si svolse il 9 marzo su un percorso con partenza e arrivo a Kuurne. Fu vinta dal belga Gilbert Desmet della squadra Faema-Guerra davanti ai connazionali Karel De Baere e Marcel Rijckaert.

## Ordine d'arrivo (Top 10)
| Pos. | Corridore           | Squadra                      | Tempo    |
| ---- | ------------------- | ---------------------------- | -------- |
| 1    | Gilbert Desmet      | Faema-Guerra                 | 5h12'00" |
| 2    | Karel De Baere      | Libertas-Dr. Mann            | s.t.     |
| 3    | Marcel Rijckaert    | Dossche Sport                | s.t.     |
| 4    | André Noyelle       | Groene Leeuw-Leopold         | s.t.     |
| 5    | Jos Verachtert      | Libertas-Dr. Mann            | s.t.     |
| 6    | Norbert Kerckhove   | Faema-Guerra                 | s.t.     |
| 7    | Alfons Vandenbrande | Libertas-Dr. Mann            | s.t.     |
| 8    | Jan Zagers          | Libertas-Dr. Mann            | s.t.     |
| 9    | Gentiel Saelens     | Van Eenaeme-Coppi            | s.t.     |
| 10   | Roger Verbeke       | Bertin-D'Alessandro-The Dura | s.t.     |